# The Cars
I The Cars sono stati un gruppo musicale rock/new wave statunitense formatosi nel 1976 a Boston. Il gruppo, guidato da Ric Ocasek, si è sciolto nel 1988 per poi riunirsi nel 2010-2011 e nel 2018.

## Storia
Il gruppo è stato fondato a Boston (Massachusetts) dal chitarrista e cantautore Ric Ocasek, dal bassista e cantante Benjamin Orr, dal chitarrista Elliot Easton, dal tastierista Greg Hawkes e dal batterista David Robinson.
Il gruppo, attivo dal 1976 al 1988, era famoso anche in Italia soprattutto grazie al singolo Drive che nel 1984 ebbe un enorme successo.
L'album di debutto, l'eponimo The Cars, è uscito nel 1978 e ha avuto ottimi riscontri, così come le successive uscite. 
Quasi tutti i brani erano scritti da Ric Ocasek e soltanto in alcuni appariva Greg Hawkes come coautore. In ogni album c'erano almeno tre canzoni cantate da Benjamin Orr, la cui voce era soft e lineare, mentre quella di Ric Ocasek era più nervosa ed inusuale.
Tutti gli album degli anni '70 e '80 sono usciti per la Elektra Records.
Verso la fine del 2010, è stata annunciata la loro riunione, nonostante la morte di Orr, avvenuta nel 2000 per cancro pancreatico.
A distanza di ventiquattro anni dall'ultimo disco, il 10 maggio 2011 hanno pubblicato Move Like This (Hear Music). L'uscita del disco è accompagnata da un tour negli Stati Uniti e in Canada, a seguito del quale il gruppo è rimasto inattivo.
Nell'aprile 2018, i Cars si sono riuniti per esibirsi in occasione del loro inserimento nella Rock and Roll Hall of Fame. Questa è stata l'ultima esibizione insieme ad Ocasek, morto il 15 settembre 2019.

## Formazione
Attuale
- Elliot Easton - chitarra, cori (1976-1988, dal 2010)
- Greg Hawkes - tastiere, basso, sintetizzatore, cori, percussioni, sassofono (1976-1988, dal 2010)
- David Robinson - batteria, percussioni, cori (1976-1988, dal 2010)

Ex membri
- Benjamin Orr - basso, voce (1976-1988; deceduto nel 2000)
- Ric Ocasek - chitarra, voce, sintetizzatore (1976-1988, 2010-2019; deceduto nel 2019)

## Discografia

### Album in studio
- 1978 – The Cars
- 1979 – Candy-O
- 1980 – Panorama
- 1981 – Shake It Up
- 1984 – Heartbeat City
- 1987 – Door to Door
- 2011 – Move Like This

### Album live
- 1985 - The Cars Live 1984-1985

### Raccolte
- 1985 – Greatest Hits
- 1995 – Just What I Needed: The Cars Anthology
- 2001 – Shake It Up & Other Hits
- 2002 – Complete Greatest Hits
- 2005 – The Essentials
- 2008 – Classic Tracks